# Композиція видання
Компози́ція вида́ння – гармонійне розташування та підпорядкування один одному всіх елементів видання за допомогою таких композиційних засобів оформлення як пропорція, симетрія, асиметрія, рівновага, контраст, нюанс, метр, ритм, масштаб. Композиція забезпечує цілісність і естетичну привабливість видання, організує сприймання його змісту. Розрізняють композицію сторінки, композицію розвороту, композицію видання загалом.
Основні принципи формування композиційних єдностей: 
- неділимість (всі елементи скомпоновано так, що нічого не можна ані додати, ані видалити);
- упорядкованість за ознаками подоби та контрасту (наприклад, у газеті заголовок відрізняється від підзаголовка шрифтовим виконанням, але всі                    заголовки і всі підзаголовки оформлюються однаково);
- співрозмірність усіх частин;
- злагодженість у поєднанні всіх елементів;
- образність (художнє оформлення повинно інформувати читача про зміст видання ще й на емоційному, чутливому рівнях);
- стильова єдність усіх елементів;
- сталість та універсальність елементів композиції в усіх числах видання (для періодичних видань).

Композиці́́йні за́соби офо́рмлення вида́ння – це пропорція, симетрія, асиметрія, рівновага, контраст, нюанс, метр, ритм, масштаб.
1. Пропо́рція – співвідношення частин цілого між собою. У мистецтві книги це співвідношення висоти й ширини сторінки, площі сторінки складання до площі сторінки видання тощо. Найбільш поширеними вважаються такі пропорції: 1) відношення діагоналі квадрата до його сторони («золотий квадрат»); 2) відношення висоти рівностороннього трикутника до половини його основи; 3) пропорційне ділення відрізка на нерівні частини, при якому весь відрізок так відноситься до більшої частини, як сама велика частина відноситься до меншої («золотий перетин»); 4) відношення діагоналі прямокутника з двох квадратів до його короткої сторони.
2. У видавничій справі пропорційність відіграє велику роль у обчисленні форматів аркушів паперу (в основу закладені пропорції «золотого квадрата» й «золотого перетину»), в ілюструванні (так, наприклад, якщо на сторінці одна ілюстрація, її слід розташовувати трохи вище оптичного центру сторінки – теж за пропорцією «золотого перетину»).
3. Симе́трія – підпорядкованість елементів видання принципам подібності та врівноваженості. Розрізняють статичну симетрію («дзеркальну») та динамічну, що, в свою чергу, поділяється на симетрію переносну (симетрію «колоска») і симетрію поворотну.
4. Асиме́трія – відсутність або порушення симетрії. Використовується як засіб увиразнення, привертання уваги.
5. Рівнова́га – один із проявів асиметрії («пом’якшена симетрія»). Розрізняють формальну (симетричну) і неформальну (асиметричну) рівновагу.
6. Контра́ст – протиставлення елементів видання за розмірними характеристиками, кольором, тонами задля привернення уваги реципієнта.
7. Ри́тм – повторюваність аналогічних елементів видання через певні періоди та в певній послідовності.

## Див.також
- архітектоніка
- видання
- редагування